# Tim Insinger
Tim Insinger  (* 19. März 1997 in Helpsen) ist ein deutscher Basketballspieler.

## Laufbahn
Insinger, dessen Eltern ebenfalls Basketball spielten, durchlief die Jugendabteilung des TV Bergkrug in seiner im Landkreis Schaumburg gelegenen Heimatgemeinde Helpsen. Ab 2013 spielte er für die Mannschaft des TSV Neustadt am Rübenberge in der Nachwuchs-Basketball-Bundesliga und lief dann auch für die TSV-Herrenmannschaft in der 2. Regionalliga auf. Als 18-Jähriger schlug er eigenen Angaben nach ein Angebot von Alba Berlin aus. 2016 wechselte Insinger in die zweite Herrenmannschaft des SC Rasta Vechta (1. Regionalliga) und wurde Leistungsträger. Zudem nahm er in Vechta ein Lehramtsstudium auf. Im Mai 2019 feierte er im Spiel gegen Gießen seinen Einstand in Vechtas Bundesligamannschaft. Er bestritt insgesamt zwei Bundesliga-Spiele für die Niedersachsen und spielte ab 2020 wieder ausschließlich in Vechtas zweiter Herrenmannschaft, mit der ihm 2022 der Aufstieg in die 2. Bundesliga ProB gelang. Hernach wechselte Insinger in die dritte Mannschaft des Vereins in die 2. Regionalliga.